# Bongardia
Bongardia é um género botânico pertencente à família Berberidaceae.
1. ↑  «Bongardia — World Flora Online». www.worldfloraonline.org. Consultado em 19 de agosto de 2020